# Szőregi Kisboldogasszony szerb ortodox templom
A Kisboldogasszony szerb ortodox templom Szőreg egyik legrégebbi, copf-klasszicista stílusban fennmaradt építménye, amely Szűz Mária születésének fölszentelt szerb ortodox templom. Az 1779 és 1785 között épült pravoszláv keresztény épület, Csongrád-Csanád megye öt azon szerb temploma közé tartozik, a szegedi, deszki, újszentiváni, hódmezővásárhelyi mellett, amely a szerbek gazdag magyarországi múltjába ad betekintést.

## A település szláv múltja
Szőreg története számos szláv kötődéssel rendelkezik. Borovszky Samu Szőreg nevének eredetét az ószláv sirek szóra vezette vissza, amely kölest jelent. A szó lelőhelyét azonban nem közölte, csak annyit jegyzett meg, hogy a település „neve a kölest jelentő ószláv siru, újszláv sirek szóból” eredeztethető. Pais Dezső Melich János kutatásából indult ki, aki Szörény helységnevét a bolgár-török „murmeltier, mormota” jelentésű sever állatnévre vezette vissza. Ez a szó később átkerült a magyar nyelvbe is, amelyet személynévként is használtak. Pais szerint nem zárható ki, hogy a Sever szóból ered Szőreg neve, hangtörténetileg a Szevreg, Szevereg, Szeverek szavakra utalhat vissza, amelyek a Szever szó kicsinyítő-képzős alakjai. Péter László a Szever szó szláv eredetére helyezte a hangsúlyt, a szerb nemzetiségűek között is találhatóak ilyen nevű személyek. Mások a sőreg (szőreg) halnévre vezették vissza Szőreg elnevezésének eredetét. 
Annyi bizonyos viszont, hogy a Magyar Királyság török megszállása idején a település teljesen kipusztult, s Borovszky Samu szerint lakatlan is maradt egész a XVII. század folyamán. A következő évszázadban azonban újra benépesült ez a terület, szerbek és magyarok leltek itt új otthonra. Fényes Elek így emlékezik meg e vegyes lakosságú faluról: „Szőreg, szép fekvésű rácz –magyar falu”, ahol „1030 magyar katholikus, 1380 nem egyesült óhitű, 20 zsidó” lakik. Szőreg az 1800-as évek második felében még szerb többségű volt nemzetiségi megoszlása szerint, viszont a XX. század elején már a magyarok száma volt magasabb. 1920-ban a szerb lakosság nagy része elhagyta a települést, s 1944-re már csak kb. 100 fős volt a délszlávok száma. 1975-re 30 szerb család létezéséről tudunk, ahol a vegyes házasságok miatt sokszor a fiatalok már nem tanulták meg őseik nyelvét, ami felgyorsította asszimilációjukat a magyar társadalomba. 
A magyar-szerb együttélés nyomot hagyott Szőreg földrajzinév-anyagában is. Ugyanarra a tájegységre sokszor párhuzamos elnevezés alakult ki, amelyet olykor mind a két nemzetiség használt. A magyar Papi-föld így lett szerbül Pópin-páor, Tavaszi és Járe, Tatárkából Tatari-bara, Kis-rétből Máli-rít, Nyilasból Velika-livádá. A magyarok átvették a szerb eredetű Budzsák, Szlatina, Utrina vagy Zutrina használatát is. 

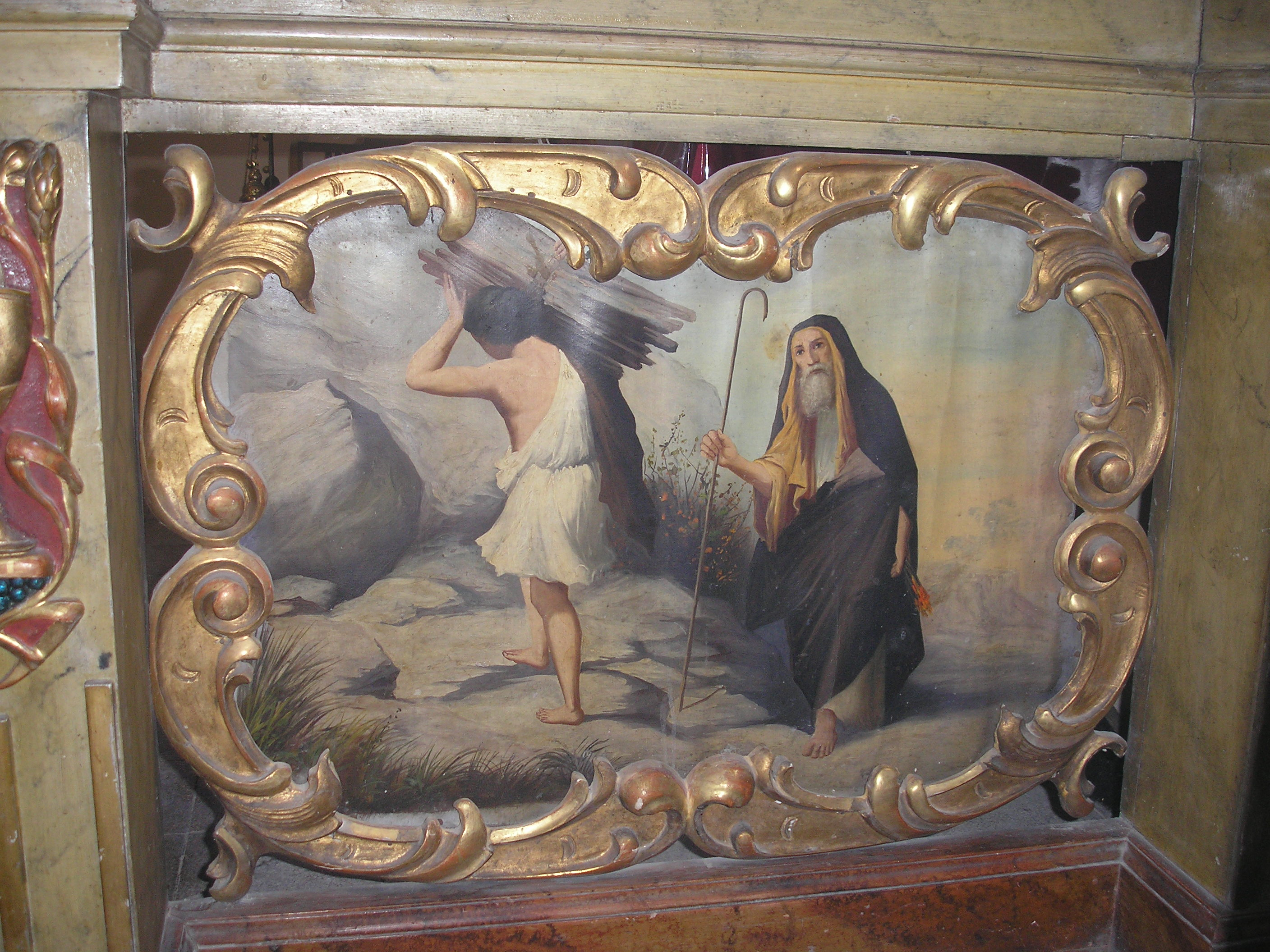
Ábrahám áldozata ikon a templomból

 Azonban a két nép együttélésének nyomát semmi sem mutatja jobban, mint Szőreg két fő utcájának elnevezése, a Magyar és Szerb utca (idősebbek Rác utca néven is használták minden fajta degradáló megjegyzés nélkül). A két nemzetiség a régebbi időkben külön utcában lakott, a Magyar utcában (korábban Árpád utcának hívták) magyarok, míg a Szerb utcában (korábban Petőfi utca) szinte kizárólag szerbek laktak.

### Szőreg belterületén az alábbi szerb nyelven meghonosodott/vonatkozású területeket/építményeket találjuk[3]
- Szerb templom (rác vagy görögkeleti templom, előbbi szónak nincs pejoratív színezete, az idősebbek emlékezetében így maradt fenn a neve)
- Szerb iskola (három terme volt, amelyben alsó tagozatos diákok tanultak, a falu idősebb lakóinak visszaemlékezése szerint az 1940*es évek végéig folyt itt szerb nyelvű oktatás)
- Szerb utca (Fő utca vagy Rác utca, korábban Petőfi utca): Ebben az utcában szinte kizárólag szerbek éltek, mielőtt elhagyták volna Szőreget. A falu egyik legrégebbi és leghosszabb utcája, amelyre a Rác utca elnevezést is használták, minden fajta dehonesztáló megjegyzés nélkül.
- Budzsák: Jelentése sarok illetve eldugott hely a budžak szerb szóból vált földrajzi névvé.
- Kis*Budzsák
- Budzsáki*kút: egykori gémeskút.
- Öreg szerb temető: A régebbi időkben a szerb lakosság temetkezési helyéül szolgált, jelenleg lakóházak találhatóak a helyén.
- Utrina/Zutrina: E szerb szó arra utal, hogy a régebbi korokban az állatokat mindig ide hajtották ki legelőször tavasszal.
- Új szerb temető: 1914*ben létesíthették, visszaemlékezések szerint a régi szerb temető helyett.

### Szőreg külterületén az alábbi szerb nyelven meghonosodott/vonatkozású területeket/építményeket találjuk[4]
- Budzsáki*erdő/Nagy*Budzsák: Régebben itt legelő volt, ahova kihajtották a jószágokat, jelenleg erdőség található a helyén.
- Budzsáki*legelő: lásd fentebb írtakat.
- Szerb*Jézus/Ugari*köröszt: a szőregi szerbek állították fel.
- Zsivity*halma: Egy kisebb magaslat, ahol egy szerb származású, Zsivity nevű, családnak volt földje.
- Ugar/Ugarica
- Szlatina: Neve a szikes, sárgás földekre utal.
- Papi*főd/Szent*főd/Pópin páor: Elnevezése arra utal, hogy itt régebben a szerb ortodox papnak volt földje/birtoka.
- Obrad*tanya: Szerb származású egyénnek állott ez a tulajdonában.
- Kűső*Ugar/Kűső*ugarica/Külsőugar
- Nagy*nyilas/Velika*livádá: Valószínűleg legelő lehetett itt egykoron.
- Tódor*kút: Tódor nevű bolgárkertész fúrott kútja volt.
- Tódor*tanya: Fentebbi lakos lakhelye volt
- Nedelkai*út: Egy laktanyához vezetett.
- Nedelka*laktanya: Nedelka nevű lakos tulajdonában állt egykoron ez a terület.
- Tatárka/Tatari*bara/Tátráná*bárá: Kisebb tó lehetett, ami egy Tatár nevű egyén tulajdonában állott.
- Cigányka

## A szőregi szerbek története
A Gellért-legenda szerint Ajtony Vidinben a görögök szertartása szerint vette fel a kereszténységet. Ajtonynak egykoron hatalmas területek voltak a kezében, egyesek azt feltételezik, hogy ennek északi határai a Marosnál, Körösnél húzódtak. Nem bizonyítható természetesen, hogy itt az 1000-es évek környékén görögkeleti vallású szerbek is éltek volna.
A szerbek minden valószínűség szerint az 1389-es, rigómezei csatavesztést követően kezdtek el északabbra, magyar területekre, vándorolni a töröktől elszenvedett súlyos vereséget követően, aminek következtében Szerbia és Koszovó, közel 500 éves megszállás alá került. Szőreg korai évszázadaiból nem maradtak fenn megbízható adataink a népesség alakulását, nemzetiségi összetételét illetően, ám annyi bizonyos, hogy a török betörése a község fejlődését nagyban gátolta. Miután ezt a területet 1552-ben elfoglalták, 1557-től defterek is készültek, amelyben Szőreg neve nem szerepelt. Ez arról tanúskodhat, hogy Szőreg a török előrenyomulása következtében teljesen elnéptelenedhetett. Egy 1582-es juhadó-defterben Velics Antal egy vagyonosabb nevű Merek falut talált, amit kérdőjelesen Szőreggel azonosított. Benne kizárólag szerbek laktak. Amennyiben a feltevése igaz, az azt bizonyítja, hogy a magyar lakosság teljesen kipusztult, s helyét szerbek vették át. Borovszky Samu a defterek összeírása alapján félszáz rác lakosságú települést talált a környéken, Rábé, Kis- és Nagy-Szent-Péter falvakat, amelyek Szőreghez igen közel voltak, s szinte kizárólag szerbek laktak a törökök összeírásai alapján. Ez azt a feltevést erősíti, hogy a magyar lakosság ezekről a területekről a környékbeli, nagyobb, kiváltságokat élvező városokba vagy a török által el nem foglalt országrészekbe menekült. Annyi bizonyos, hogy a török megszállás igen súlyos csapást jelentett az Alföld számára, ami így gyakorlatilag elnéptelenedett. Csongrád megye 1647-es összeírása alapján a vármegyében mindössze 13 lakott település létezett, ami jól illusztrálja a török pusztítását.
A „Bona episcopatus Chanadiensis”, amely a csanádi püspök javainak összeírását tartalmazta, Szőreget teljesen lakatlannak írta le.
Szőreg minden valószínűség szerint a XVI. század közepétől lakatlan volt nagyon hosszú ideig. Lambion hadmérnök 1695-ben Szőreget pusztaságként jellemezte.
Szőreg tehát minden bizonyossággal 150 évig teljesen lakatlan volt, s csak a török kiűzése után kezdődhetett meg újra békés fejlődés-története.

### A török kiűzése után
A marosi és temesi területek hosszú idő után kerültek csak vissza a királyi Magyarország birtokaiba, amelyeket nemcsak a török tépázott meg, hanem a természeti erők sem kíméltek. A Maros és Tisza által okozott árvizek is még hosszú ideig, a folyók 1845-ben elkezdett szabályozásáig, sokszor megkeserítették az itteni lakosság életét. Amikor e két folyó kiöntött, gyakorlatilag egy mocsárrá változott az egész terület.
Szegedet 1686-ban foglalták vissza a töröktől, s az 1699-ben megkötött karlócai béke értelmében még a török kezében maradt a Temes és vidéke. III. Károly 1716-1718 közötti hadjáratai után szabadult csak fel véglegesen ez a terület, amikor is sikerült az oszmánokat a Duna jobb partjára szorítani. A pozsareváci béke szentesítette azt, hogy a középkori királyi Magyarország egész területe felszabadult a hosszú török megszállás alól. 1690-ben, I. Lipót osztrák-magyar uralkodó, az elnéptelenedett területekre különböző nemzetiségű lakosokat telepített, hogy újra benépesítse a demográfiailag sanyarú helyzetben levő Hunniát. A rácok kiváltságokat kaptak, ha betelepültek, s védték a déli határokat. A határőri, granicsári feladatok fejében vallásszabadságot, adómentességet kaptak, papjaikat maguk választhatták meg, templomokat építhettek. Ezzel párhuzamosan zajlott több szerb népvándorlás is, köztük az egyik legnagyobb is, amikor III. Arsenije Čarnojević ipeki (ma szerbül Peć, albánul Peja) szerb pátriárka (a szerb egyház vezetője) vezetésével Magyarországra települt több tízezer szerb. Pontos számok nem ismertek, hogy hány rác költözött akkoriban magyar területekre a török elől menekülve a nagy szerb kivándorlás során. A tiszai és marosi határőrvidéket védő szerbek Bécs szövetségesei voltak a kapott kiváltságok fejében, így a Rákóczi-szabadságharc idején a kurucok elől sokszor menekülniük kellett.
Az 1718 után felszabadult területet az osztrákok 1779-ig Temesi Bánság néven külön tartományként, az osztrák udvar közvetlen irányítása alatt tartották, s csak ezután állították vissza az egykori megyéket. A Habsburgok érdeke az volt, hogy minél hamarabb benépesítsék ezt a területet, hiszen az alattvalók számának gyarapodása jövedelmük gyors növekedéséhez vezethetett.
Egészen az 1730-as évek közepéig Sirick-et (Szőreg) pusztaként tüntették fel. A területeket elsősorban szerb határőrök vették bérletbe, akik állattenyésztéssel is foglalkoztak, különösen szarvasmarhákat legeltettek ezen a területen. A letelepedés első komoly jelei 1735-től figyelhetőek meg, szerbek és magyarok alkották a népesség túlnyomó részét.

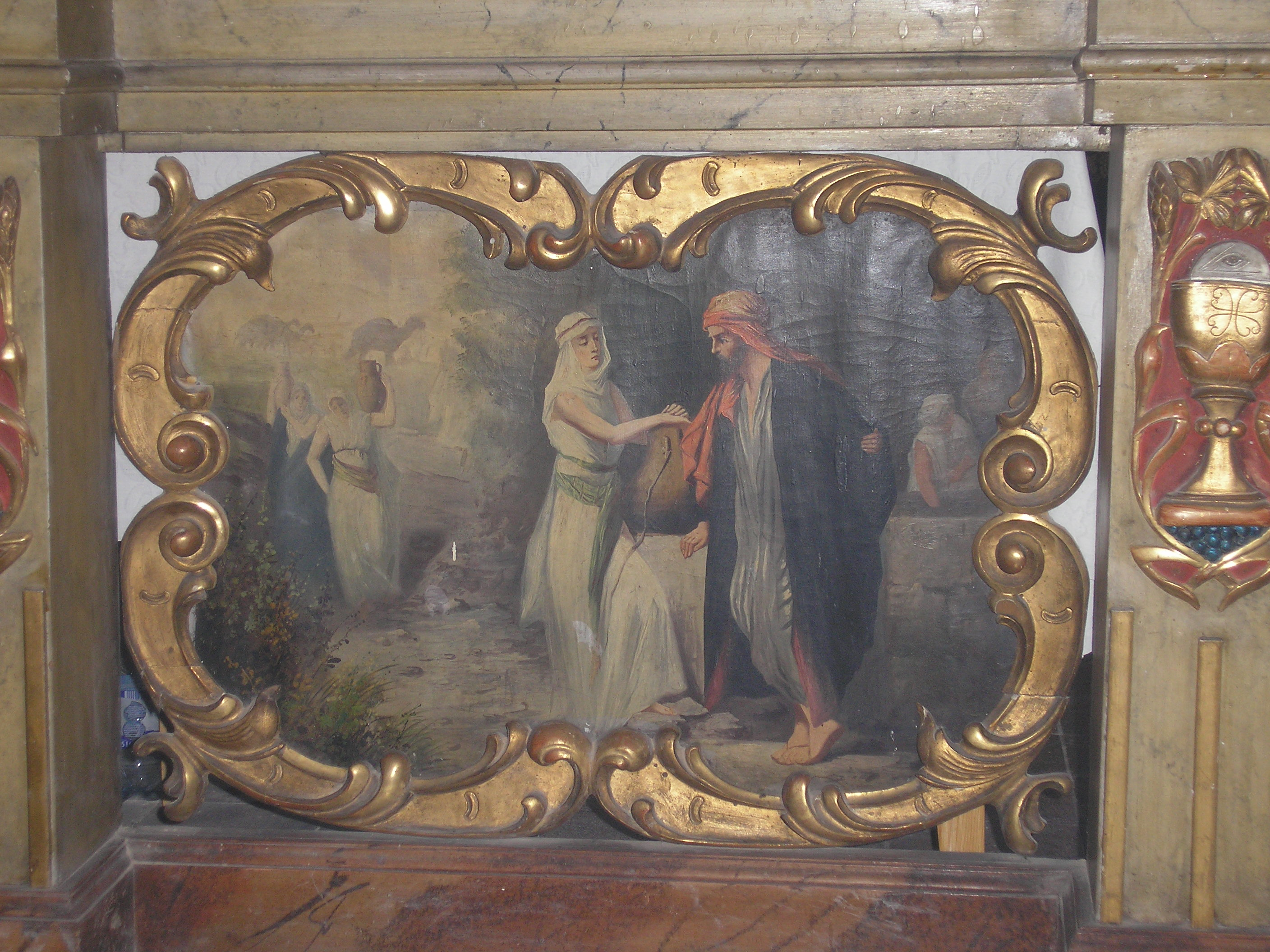
Jákob a kútnál ikon a templomból

Az 1739-1740 között dúló nagy pestis-járvány, ami lefékezte a település népesség-növekedését, a falut már lakott helységként említette 1739-ben. Az újabb szerb és magyar betelepülők következtében a temesvári igazgatóság Szőreget, Deszket és Szentivánt 1746-ban községgé nyilvánította. Ekkortól kiépült a faluszervezet, bírói intézmény és beneficium.
A többségében szerbek lakta faluban a délszlávok lelki életéért a szerb ortodox pap felelt, a hívők anyakönyveit 1779-től kezdték el vezetni. 1785-re épült fel a Kisboldogasszonynak szentelt templomuk.
Az Allgemeine Schulordnung bevezetése után a görögkeletiek iskolaügye állami fennhatóság alá került, a tanítói állások betöltéséről, tanítók fizetéséről a községnek kellett gondoskodnia. Szőreg egy korai költségvetésében szerepelt is az óhitű tanító fizetésének illetve óhitű iskola fűtésének költsége. A XIX. század végéig a lakosság több, mint felét kitevő szerb lakosság egy része kamarai jobbágyként dolgozott, ez utóbbiak száma akkor növekedhetett meg, miután demilitarizálták a határőrvidéket. Az 1780-as évekre a lakosság népmozgása, vándorlása jelentős mértékben lecsökkent, így a természetes népszaporulat „okozta” nagyobbrészt a lakosság lélekszámának növekedését. A be- és kitelepülés e század végére már csak kismértékben alakította a lakosságszámot, illetve még a járványok okozhattak változást a népességszámban. II. József idején 1416 lakója volt Szőregnek, az 1840-es évek végén már 2430 fő lakta a települést, melyből 1380 volt görögkeleti szerb, 1030 katolikus magyar és 20 zsidó. A két nemzetiség elkülönülve települt le, ezt őrzi utcáik, a Szerb és Magyar utca elnevezése, természetesen azonban sokszínű kultúrájukkal kölcsönösen hatottak egymásra.
A szőregiek nagyobbrészt szarvasmarhát, lovat, sertést és juhot tenyésztettek, ez utóbbi főleg a szerb lakosság körében dívott. A selyemhernyóval való foglalatoskodás mellett méhészetre is gondot fordítottak egyesek. A kiváló minőségű löszös szőregi talaj ideális volt gabona vetésére, de a repce és a dohány is meghonosodott ezen a területen. A téli időszakban, amikor a mezőgazdasági munka szünetelt, a háziipar jelentette a fő bevételi forrást. A szerbek a gyapjú mellett kendert és lent használtak a torontáli szőttesek elkészítéséhez. A céhek tagjai között minden esetre szőregieket nem találunk ebben az időszakban.

### Az 1848-49-es korszak
A közbirtokos nemesség helytelen nemzetiségi és paraszt-politikája, valamint az osztrák udvar megosztó tevékenysége miatt a nemzetiségi mozgalmak 1848-ban egyre szélsőségesebb irányba fejlődtek. Miután a magyar kormány április 8-án visszautasította a szerbek követeléseit, azok vezetői körében az osztrákbarátok kerültek többségbe. A határőrvidéken katonáskodó szerbek, bízva abban, hogy az autonóm szerb vajdaságért küzdenek, a magyarok ellen fogtak fegyvert. Ðorđe Stratimirović hadba szólította a szerbeket. 1848 júniusára már 15000-nél is több szerb, főleg határőr és paraszt, felkelő állt készenlétben.
Stevan Petrović Knićanin ezredessel az élen, további 10-12000 önkéntes csatlakozott Szerbiából. Legfőbb irányítóik Rajačić pátriárka, Josip Jelačić és Ferdinand Mayerhofer belgrádi osztrák konzul voltak.
A szerbek délvidéki hadműveletei megbomlasztották az addig békésnek nevezhető szerb-magyar együttélést. A forradalom és szabadságharc ideje alatt az 52593 fős Szeged 1700 lélekszámú szerb kisebbséggel rendelkezett, akiknek döntő része a Palánkában lakott. A szegedi szerbek hiába bizonygatták, hogy semmi közük nincsen a délvidéki cselekményekhez, bizalmatlanság és fenyegetőzés lett úrrá a városon. Sokan a szegedi szerbek közül elmenekültek a városból. Nem segítette a helyzetet, hogy augusztus 13-án a szerbek segítettek egy román zászlóaljnak Temesvár felé elszökni, Újszegedről, Szőregen át. Nyilvánvalóan a magyar lakosság árulásként élte meg a helyzetet, így Szőreg felé állandóan őrjáratok cirkáltak.
A torontáli parasztmozgalmak során egyes felszabadult jobbágyok vagy a szerbekhez csatlakoztak vagy a magyar kormány mellé álltak.
Közben Szőregen az az álhír terjedt el, hogy Baraković György, a település népszerűtlen jegyzője a szerbeknek osztott fegyvereket. Ezt a mostohafia természetesen kikérte magának, akit magyar-ellenesnek tituláltak, s láncra vertek. Aznap délután a szegedi nemzetőrség éppen Szőregen járt, amelynek néhány szőregi lakos elpanaszolta a történeteket. Néhány felbujtott magyar lakos a jegyző házát megtámadta, aki sikeresen elmenekült még időben, mostohafiát azonban meggyilkolták. A magyar tömeg megtámadta a szerbek házait is, a „rác templomot is felverték, s ottan is romboltak”. Az egyik szerb pap sikeresen elmenekült, a másiknak a combját kaszával keresztüldöfték. Mintegy 15 szerb elesett, sokan súlyosan megsérültek, többen Deszkre menekültek a „pogrom” elől. A katolikus papnak és néhány tisztán gondolkodó szőregi magyarnak sikerült meggyőznie a többséget, hogy a tömeg fejezze be e súlyos bűncselekményeket. Közben Szegeden az a hír terjedt el, hogy a szerbek a nemzetőrök ellen szegültek, így több ezren megindultak Szőreg felé, ami megint számos szerb emberéletet követelt. Szegeden is rátámadtak a rácokra, néhány délszláv kereskedőt agyonvertek, fosztogatott a népesség egy része, nemcsak szerbek boltjait, hanem más nemzetiségűekét is. Kossuth Lajos, a Honvédelmi Bizottmány elnökeként népfelkelést hirdetett a „ráczok ellen” 1848. októberében. 1849. januárjában a pesti magyar haditanács úgy döntött, hogy befejezi délvidéki harcait a török ellen. Ezúttal a szerbek és a császáriak indultak meg, akiknek a Maros vonaláig kellett elfoglalnia a területeket, köztük Szegedet is. Most a magyarok kényszerültek menekülésre, közel 60000-en hagyták el otthonaikat. A szőregi magyar lakosok az előretörő szerbek elől Makóra, Szegedre, Tápéra menekültek. A szerbek Szőregen 17 emberrel végeztek. Az 1849 februárjában Újszeged ellen vonuló szerb haderő vereséget szenvedett, s most a magyar nemzetőrök fogtak pusztításba. A szőregi szerb lakosok mind elhagyták otthonaikat, a magyar csapatok a visszafoglalt Szőreget porig égették. 1849-ben a Délvidéken mozgó háború folyt a szerbek, és általuk támogatott osztrákok, valamint magyarok között. A július 28-án elfogadott nemzetiségi törvény, amely a kiegyezést próbálta volna elősegíteni, már megkésve került elfogadásra. Az orosz cári intervenciós seregek, amelyek az osztrákokat segítették, hamarosan véget vetettek a magyar forradalomnak és szabadságharcnak.

### A Dualizmustól az I. világháborúig
1847-ben 2755 fő lakta Szőreget, míg 1869-re 2661 főre apadt a település lélekszáma. Az árvizek illetve az 1870-es években a kolerajárvány gátolta meg a lakosság nagyobb arányú gyarapodását.
Szőreg népességének növekedése :
| Év   | Népesség | 10 évi növekedés száma | Növekedés %-ban |
| ---- | -------- | ---------------------- | --------------- |
| 1869 | 2661     |                        |                 |
| 1880 | 2898     | 237                    | 8,9             |
| 1890 | 3337     | 439                    | 15,1            |
| 1900 | 3544     | 207                    | 6,2             |
| 1910 | 4056     | 512                    | 14,4            |

A XIX. század második felében bekövetkezett a szerb és magyar nemzetiség arányváltása is. 1837-ben még 1380 szerb lakta Szőreget és 1030 magyar.
Szőreg lakosságának nemzetiségi megoszlása :
| Év   | Magyar | %-os megoszlás | Szerb | %-os megoszlás | Egyéb | %-os megoszlás | Összesen |
| ---- | ------ | -------------- | ----- | -------------- | ----- | -------------- | -------- |
| 1890 | 1877   | 56,2           | 1337  | 40,1           | 123   | 3,7            | 3337     |
| 1900 | 1952   | 55,1           | 1437  | 40,5           | 158   | 4,4            | 3544     |
| 1910 | 2433   | 60,0           | 1457  | 35,9           | 166   | 4,1            | 4056     |

1900 és 1910 között a magyar lakosság 481 fővel, 24,6%-kal növekedett, míg a szerbek ugyanebben az időszakban stagnáltak.
Szőreg lakosságának felekezeti megoszlása :
| Év   | Római katolikus | %-os megoszlás | Ortodox | %-os megoszlás | Egyéb | %-os megoszlás |
| ---- | --------------- | -------------- | ------- | -------------- | ----- | -------------- |
| 1890 | 1932            | 57,9           | 1336    | 40,0           | 69    | 2,1            |
| 1900 | 1972            | 55,6           | 1511    | 42,6           | 61    | 1,7            |
| 1910 | 2450            | 60,4           | 1536    | 37,8           | 70    | 1,7            |

A felekezeti megoszlás nagyobbrészt lekövette a nemzetiségi hovatartozást is, a szerbek ortodox, míg a magyarok jelentős része római katolikus vallású volt. 
Magyarul a lakosság 75%-a tudott 1900-ban, 1910-ben pedig már 83% volt ez az arány.
A XX. század elején a lakosság nagyobb része továbbra is az agráriumban találta meg a boldogulását, az 1900-as években a mezőgazdaságban dolgozók aránya 80% körül lehetett, s 10 évvel később is 70% környékén állott.
A paraszti differenciálódás is nagy volt, a jómódú birtokos parasztoktól a mezőgazdasági munkásokig, cselédekig minden réteg megtalálható volt Szőregen. 
A nagybirtokosok között számos szerb famíliát találunk az 1900-as és 1910-es években, köztük a Nedelykovokat, Markovokat, Sztojkovokat, Gyorgevicseket. 
A 100 holdon felüli birtokosok között többségben voltak a szerbek.
Gőzgéppel és cséplőszekrénnyel is 1895-ben csak két gazdaság rendelkezett a 11-ből, egy ezek közül szerbé volt. A Nedelykov család 250 juhot tartott 1895-ben, ami Szőreg településének összes juhát jelentette akkoriban.   
A Szőreg egyéb külterületein élők, 1910-ben, jóval mostohább körülmények között élhettek. 367 főből 165 fő volt magyar és 116 szerb. Csak 38%-uk tudott írni-olvasni.
1910-re megduplázódott az ipari népesség száma a század elejéhez képest, minden esetre a szerbek körében nehezebben ment az elszakadás az agrár-munkától. A szerb iskola naplója szerint több, mint 100 szülőből csak 3 volt iparos (kőműves, cipész, szabó). A tégla- és cserépgyárosok között találunk pár szerb felmenővel rendelkező tulajdonost is, az Iván-testvéreket és Markov Györgyöt.
Szőregen a nagyközség elöljárói között találtuk a bírót és albírót. Reformkori hagyomány volt az, hogy háromévente váltották egymást a szerb és magyar bírók, valamint albírók. Egy választási periódusban eltérő nemzetiségűek töltötték be ezen funkciókat. Szőreg tehetősebb családjai közül kerültek ki a tisztviselők, sokszor előfordult az is, hogy aki korábban albíró volt, az később bíró lett. A képviselő- testületben a virilizmus miatt a szerb birtokosok voltak többségben.
Szőregen a kiegyezés előtt két iskola működött, egy görögkeleti 1775-től és egy római katolikus 1816-tól. Ez utóbbit később községi kezelésbe adták, így ez lett az első községi iskola. A szerb gyermekek döntő részben a görögkeleti iskolába jártak.
A képviselő-testület mindkét iskolát támogatta anyagilag.
Az 1905/1906-os tanévben a szerb iskola második osztályába 19-en, harmadikba 13-an, negyedikbe 12-en, ötödikbe 2-en jártak.
A következő tanévben a 39 első osztályos mellett a többi évfolyamra összesen 28 diák jutott, ami arra enged következtetni, hogy számos gyermek kimaradt akkoriban az iskolából. 1913/1914-ben 58 gyerek járt a harmadik, negyedik és ötödik évfolyamra, s közülük már csak 3-an maradtak ki.
Az 1890-es években a tanítók, függetlenül attól, hogy mely iskolában tevékenykedtek, földet kaptak az uradalomtól. A szerb plébános is kapott negyed telek ún. papi földet a megélhetésének biztosításához. A szőregi szerb plébánia a temesvári püspökséghez tartozott. A képviselő-testület többször hozzájárult a szerb temető bővítéséhez (1882, 1912) és a templom javításhoz (1912).

### Az I. világháború után
Miután a Monarchia seregei vereséget szenvedtek, az I. világháborút követően Szőreg az előretörő délszláv csapatok megszállása alá került.
Szőreg gyakorlatilag hermetikusan el lett zárva a külvilágtól, így az 1918-1919. évi forradalmakban nem vett részt. 
Mintegy 1000 szerb katona vonult be Szőregre, megszállták a fontosabb közintézményeket, s az iskolaépületekben leltek szállásra. Néhány vagyonos magyar család elhagyta Szőreget ebben az időben. A megszálló csapatok enyhe és engedékeny magatartást tanúsítottak, a katolikus plébános is úgy nyilatkozott erről az időszakról, hogy egyháza teljes mértékben szabadságot élvezett, s fizetéséről a szerb katonai parancsnokság gondoskodott. Később szigorúbb rendszabályok léptek életbe, katonai cenzúrát vezetett be az ideiglenes szerb közigazgatás döntőrészt azért, hogy a magyarországi forradalmakat és eszméket (Tanácsköztársaság stb.) elszigetelje.
Habár a béketárgyalások még nem zajlottak le, s még nem dőlt el, hogy a terület Magyarország keretein belül marad-e vagy sem, a szerb királyi haderő véglegessé szerette volna tenni uralmát e terület felett.
A lakosság döntőrészt higgadtan viselte ezen állapotot és atrocitásokra sem került sor. A katolikus plébános szabadon oktathatta a diákokat az iskolában, a magyar nemzetiségűek minden fajta akadály nélkül gyakorolhatták hitüket. 1919-ben, rövidebb időre, francia katonaság váltotta a szerbet, de végül ugyanezen év decemberétől újfent szerb irányítás alá került a terület.
1921-ben immáron biztosság vált, hogy Szőreg a Maros-szöggel Magyarország határai között marad, így ekkor a szerb lakosság körében növekedett meg a félelem. Egyesek az ellenforradalmi horthysta hatóságok megtorlásaitól féltek. Másokra az újonnan születő délszláv állam gyakorolt nagy hatást, amely propagandával is a jobb élet reményét propagálta a délszlávok számára. Számos szerb család, amely már tősgyökeres szőreginek tartotta magát, egyáltalán nem foglalkozott a kitelepülés gondolatával.
1921. augusztus 21-én a szerb katonaság végleg elhagyta a megszállt, Magyarország keretein belül hagyott területeket, s velük együtt mintegy 150 szerb család is elhagyta Szőreget. A következő években is még számos szerb család döntött a távozás mellett, ami gyakorlatilag a szerb közösség nagyarányú csökkenéséhez vezetett. A magyar lakosság természetesen megkönnyebbüléssel fogadta a megszállás végét.
1921 augusztusa és 1927 márciusa között tovább tartott a szerb lakosok kivándorlása a Szerb-Horvát-Szlovén Királyságba. Mintegy 900-an hagyták el ekkor Szőreget. Néhány optált család visszaköltözött, ugyanis, mint kiderült, a délszláv propaganda, amely a jobb élet reményét vázolta fel (földosztás a szegény rétegek számára például), nem volt valós. Később, az így Magyarországra visszatért szerbeket 1929-1930-ban kiutasítottak a korábbi optálásuk indokával. A nagyarányú szőregi szerb kivándorlással párhuzamosan Romániából illetve a Szerb–Horvát–Szlovén Királyságból (az elcsatolt területekről) magyarok költöztek át többek között Szőregre is. Egy közös tényező volt a be- és kivándorlókban, a létbizonytalanság, ugyanis legtöbbször a költözés mellett döntők szegénysorba jutottak.
1930-ban 237, míg 1941-ben már csak 134 szerb nemzetiségű élt Szőregen. Az 1930-as évek közepén a szerb elemi iskola bezárását is fontolóra vették, mivel a diákok száma 18-ra csökkent.
Ha a lakosság 1930-as vallási összetételét vizsgáljuk, itt is hasonló csökkenést tapasztalhatunk az ortodoxok körében. 255 ortodox mellett 3964 római katolikus, 162 református, 35 izraelita, 30 ágostai evangélikus, 14 görögkatolikus és 8 egyéb vallású élt Szőregen.
A településen levők továbbra is agráriumból tartották fenn magukat az 1920-as években, igaz, az extenzív mezőgazdaság egyre korszerűtlenebb színvonalon folyt. A szőregi földterületek megközelítőleg harmada 19 tulajdonos kezében volt, míg 1200 parasztcsalád alig több, mint a hatodával, ha rendelkezett.
Az 1930-as évek is hasonló adatokkal szolgálnak, még a mezőgazdaság tölt be vezető szerepet a foglalkoztatás terén. Differenciált azonban továbbra is a parasztság helyzete. Nyolcan rendelkeztek 100 holdon felül birtokkal, s ez a gazdagparaszti réteg játszotta a vezető szerepet a falu életében. Szerbek is vannak a módos gazdák között, Miletin Miklós, Sztrain Bogolyub, Gyorgyevics Vitályos és Szvetozár. Ezeknek nagy része asszimilálódott immáron a helyi magyar vezető körökhöz. A szegényparasztság igen népes réteg volt, akárcsak a napszámosok csoportja.
Szőreg lakóinak száma :
| Év   | Lakosságszám |
| ---- | ------------ |
| 1920 | 3369         |
| 1930 | 4468         |
| 1941 | 4660         |

Szőreg lakóinak megoszlása anyanyelv szerint :
| Év   | Magyar | Német | Szerb | Egyéb |
| ---- | ------ | ----- | ----- | ----- |
| 1920 | 2505   | 42    | 816   | 6     |
| 1930 | 4137   | 54    | 237   | 40    |
| 1941 | 4409   | 51    | 134   | 66    |

1941-ben Hitler Jugoszlávia elleni háborúja újabb megpróbáltatást jelentett Szőreg számára. Húsz szerbet, köztük a pópát is őrizetbe vették, kihallgatták, majd rendőri felügyelet alá helyezték. A falu lett a Jugoszlávia elleni katonai akciók egyik készenléti támaszpontja.
A község 1944 októberében szabadult fel Malinovszkij marsall egységeinek köszönhetően.
1944 őszén a község vezetését a Živan Nikolašev szerb ortodox pap vezette Nemzeti Bizottság vette át. Az 1945-ben újjáalakult 43 tagú Nemzeti Bizottságnak 10 szerb tagja volt (köztük a szerb pap is hivatalból tagja volt a testületnek).
Habár a két egyházi iskola államosításra került az 1940-es években, a szerb nyelvű oktatás nem szűnt meg a településen.
Minden esetre a szőregi szerbek száma tovább csökkent, sokan asszimilálódtak az elkövetkezendő évtizedek során, nem tanulták meg elődeik nyelvét, kultúráját, s vallásukról is megfeledkeztek.
A mai szőregi szerb hívők döntő része idősebb lakos, számuk nem éri el a 30 főt.

## Kisboldogasszony szerb ortodox templom
A szőregi szerbek első temploma minden bizonnyal már a török időkben fennállott, amikor is a közeli Szegeden volt a szerb főpap székhelye. Biztosan tudható, hogy a XVIII. század első felében létezett egy Szent Györgynek felszentelt fatemplom is, amely az aradi püspök irányítása alá tartozott. A harmadik, immáron téglából készült, templom építése 1779-ben kezdődött meg, amelyet Sofronije Kirilović temesvári püspök szentelt fel 1785-ben. Az építményt Kisboldogasszony, azaz Szűz Mária születésének a tiszteletére szenteltek fel. Anyakönyveit 1779 óta vezetik. Az 1848-as magyar forradalom idején gyakorlatilag Szőreg teljesen leégett, s ekkor a templomot is felgyújtották, amelyben az ikonosztáz a tűz martalékává vált. 1855-ben kisebb javítások történek, nagyobb, általános jellegű felújítás a templomban az 1890-es években volt. Ez egy nagyobb falusi templom a korra jellemző egyszerűbb, eklektikus, építészeti jegyekkel.
A templom jelenleg is megcsodálható ikonosztázát 1912-ben Slavko Gigić festő-művész készítette el. A Jézus születését és megkeresztelését ábrázoló ünnepikonokat Vasa Pomorišac készítette el még alkotói pályája korai korszakában.
Az ikonosztázionon az alábbi 27 ikon található.
Lábazat/Alsó régió (balról jobbra haladva): Jákob a kútnál, Izsák megáldja Jákobot, Ábrahám vendégszeretete, Ábrahám áldozata. Trónusikonok (balról jobbra haladva, alulról a második sorban): Szent Miklós, Szűz Mária a kisded Jézussal, Jézus Krisztus és Szent János. A középső ajtón, amelyet Királyi Ajtónak neveznek (ezen az ajtón közlekedik a pap), Szűz Mária és Szent Gábriel arkangyal látható.  Ez az Örömhírvétel más néven, ami Jézus Krisztus megfoganására emlékezteti a keresztény hívőket. Az ajtó felett az utolsó vacsora című jelenet látható.
A két szélső ún. diakónusi ajtón, amelyeken azon férfiak közlekednek, akik az istentisztelet levezénylésében segédkeznek, Szent István (északi ajtó) és Szent Mihály arkangyal (déli ajtó) szerepelnek. 

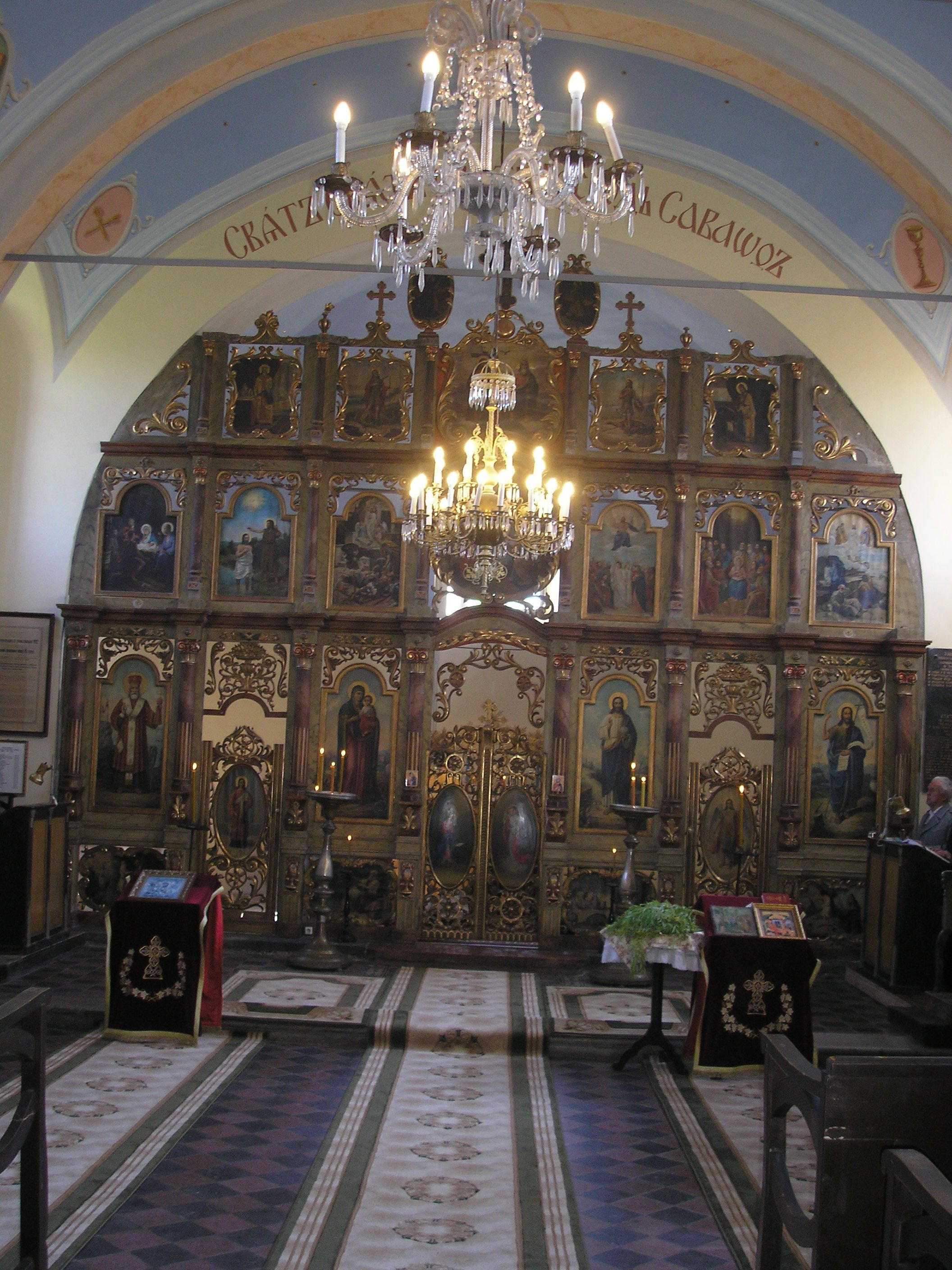
A szerb templom ikonosztáza

Ünnepikonok (alulról harmadik sor, balról jobbra haladva): Jézus Krisztus születése (Vasa Pomorišac, 1912), Jézus megkeresztelése (Vízkereszt, Vasa Pomorišac, 1912), Jézus föltámadása (Slavko Gigić, 1912), Mennybemenetel (áldozócsütörtök más néven, Slavko Gigić), Szentlélek alászállása (Pünkösd ünnepe),  Krisztus színeváltozása (Slavko Gigić).
A lunettában, alulról a negyedik sorban Szent Demeter, Szent György, középütt a Szentháromság, Szent Lázár (szerb uralkodó, 1329 és 1389 között élt), Szent Uroš szerb cár (1336 és 1371 között élt) láthatóak. Legfelül Jézus Krisztus látható megfeszítve a kereszten, bal oldalt a lábainál Szűz Mária, míg jobb oldalt Szent János evangélista szerepel.
E szentképfal választja el az oltár-részt a férfi templomtól. Az oltárba kizárólag azon férfiak léphetnek be, akik a liturgia levezénylésében segédkeznek. Az Úrnak felszentelt oltár asztal előtt kizárólag a felszentelt pap állhat. Az oltárasztalon található az antimenzion, Krisztus sírba tételét ábrázoló vászon kendő, amelynek belsejébe valamely szent ereklyéje van bevarrva. A szent adományokat a pap erre helyezi el, máskülönben az antimenzion egy másik terítőbe van csomagolva összehajtott állapotba, amelyet ilitonnak hívnak. Liturgia animenzion nélkül nem végezhető. Az első antimenziont, amely fennmaradt, Arsenije Stojković budai szerb püspök szentelte fel Szentendrén 1883. október 28-án. A második antimenziont Georgije Letić temesvári püspök szentelte fel 1907. december 11-én. Szintén az oltár asztalon található meg az Evangélium, egy áldó kereszt, gyertyák és szentségtartó. A pappal és a néppel szemben feszület áll az asztalon, mögötte két oldalt pedig ripidék (hatszárnyú szeráfokat ábrázoló hosszú nyelű legyezők).    
Az oltárból kijőve, a naoszban, az ikonosztázion előtt helyezkednek el kétoldalt az éneklőszékek, ahol az énekkar, kórus tagjai foglalnak helyett. A jobb oldali éneklőszék szentélyt elválasztó falába egy fekete márványtábla került, ahol felül azon jótevők névsora olvasható, akik a szőregi szerb templomra és egyházközségre földet és pénzt hagytak örökül. 
Alul azon adományozók neve lett a kőbe vésve, akik 50 illetve 400 korona közötti összeggel támogatták a templom új ikonosztázionjának elkészítését 1912-ben.  
Ugyanitt oldalt található egy  Aranyszájú Szent Jánost, Konstantinápoly egykori érsekét, hitszónokot, egyházi írót, főpapot, az ő neve alatt maradt fenn a ma is használt liturgia, ábrázoló ikon. Érdekessége, hogy az ikont 1843-ban elkészítő Nagy Ferenc szegedi alkotó neve cirill betűvel van beleírva a képbe.  
A túloldali éneklőszéknél szintén látható két bekeretezett „papír alapú lista”. A fentebbi azon jótevők neveit sorolja fel, akik 50 korona alatti összeggel segítették a templom új, 1912-ben elkészült ikonosztázionjának elkészítését.  Alatta azon adományozók névsora olvasható, akik a templom harangjainak elektromos működtetésűvé tételét támogatták 1981-ben.
Itt is találunk egy ikont, amely szintén Nagy Ferenc alkotása, s Szent Miklóst ábrázolja (gyermekek, gyógyszerészek, kereskedők védőszentje, a szegedi szerb templom patrónusa).
A szólea előtt, bal oldalt, Szűz Máriának felszentelt trónus látható, míg szemben vele a püspöki trónus helyezkedik el.

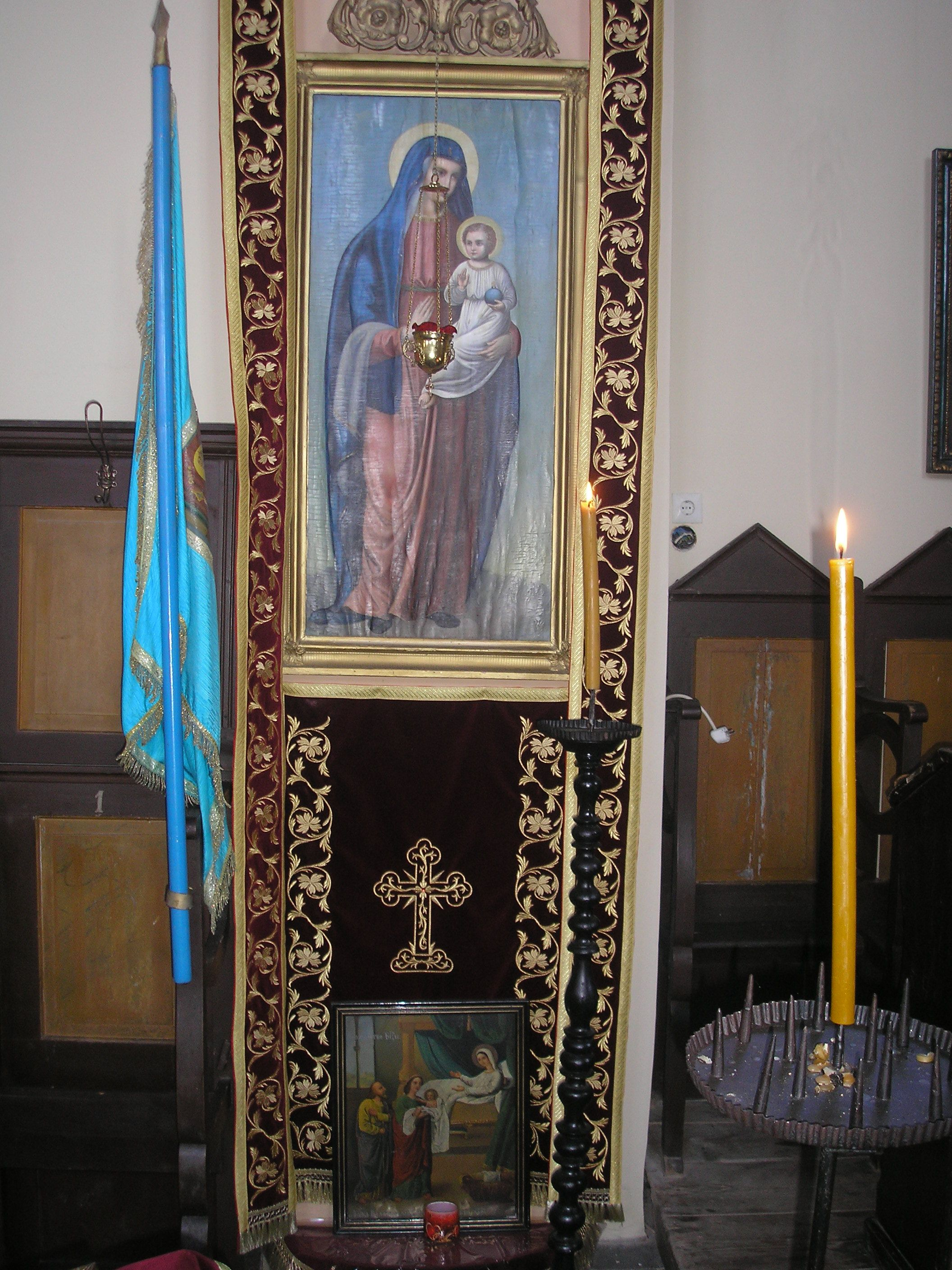
Szűz Mária trónusa

Utóbbi felett Szent Száva, a szerb ortodox egyház és iskolák megalapítójának fehér ruhás alakja látható, amint az evangéliumot hirdeti. A Nemanja-dinasztiából származó királyi leszármazott a történetírás szerint elment a ma Görögországban található Athosz-hegyre (számos régi kolostor található ottan), ahol létrehozta a Hilandar nevű kolostort 1198-ban, majd miután hazatért, vitte magával az ortodoxiát, s a keleti keresztényekhez csatlakoztatta a szerb népet.
A szólea előtt két ikontartó állványon a templom védőszentjének, Szűz Máriának az ikonja látható (jobb oldalon), míg a másikon egy három kezű Szűz Máriát ábrázoló szent képet helyeztek el. Ez utóbbi érdekessége, hogy az alul látható, sötétebb, levágott kéz Damaszkuszi Szent János levágott kezét jelképezi, aki a képrombolás ellen szólalt fel anno, így a kezét vették, ám csodával határos módon az Istenhez és Szűz Máriához intézett imádságoknak köszönhetően, visszaforradt a levágott testrésze.
Két oldalt a templom férfi részében eltérő színű körmeneti zászlók találhatóak, amelyek szenteket illetve biblikus eseményeket örökítenek meg. Bal oldalt, középtájt, egy emléktábla Vörös Imréről, Miloš Đorđevićről és Dušan Vladisavljevről emlékezik meg, akik a templom 1992-es felújításában feledhetetlen érdemeket szereztek. 
A világítást 2 nagyobb és egy kisebb üvegcsillár biztosítja, amelyek 1912-ből valók. A mennyezeten kör alakba foglalva koronákat, kelyheket, gyertyákat, gyertya-tartókat lehet megfigyelni. Az ikonosztázion felett ószláv fölírás hirdeti: „Szent, Szent, Szent az Úr Szavaoth”.
A király kapu mögött található a templom női része, ahol jobb oldalt egy Szűz Máriát a kisded Jézussal ábrázolt ikont láthatunk, a bezdáni Istenszülőt, amelyet Teodor Popović készített 1853-ban.
Itt legfelül a falon szintén egy ószláv felirat olvasható, miszerint: „Áldott legyen az Úr neve mostantól kezdve és mindörökké.”
A templom külső falára egy emlék-tábla lett elhelyezve 1990-ben, amely a szerbek letelepedésének 300. évfordulójáról emlékezik meg.
A templomdombon egy fekete gránitkeresztet állíttatott Duka Popov, Todor fiának emlékére, aki 1886. június 2-án a Tiszában fürödve lelte halálát 32 éves korában, Pünkösd másnapján.

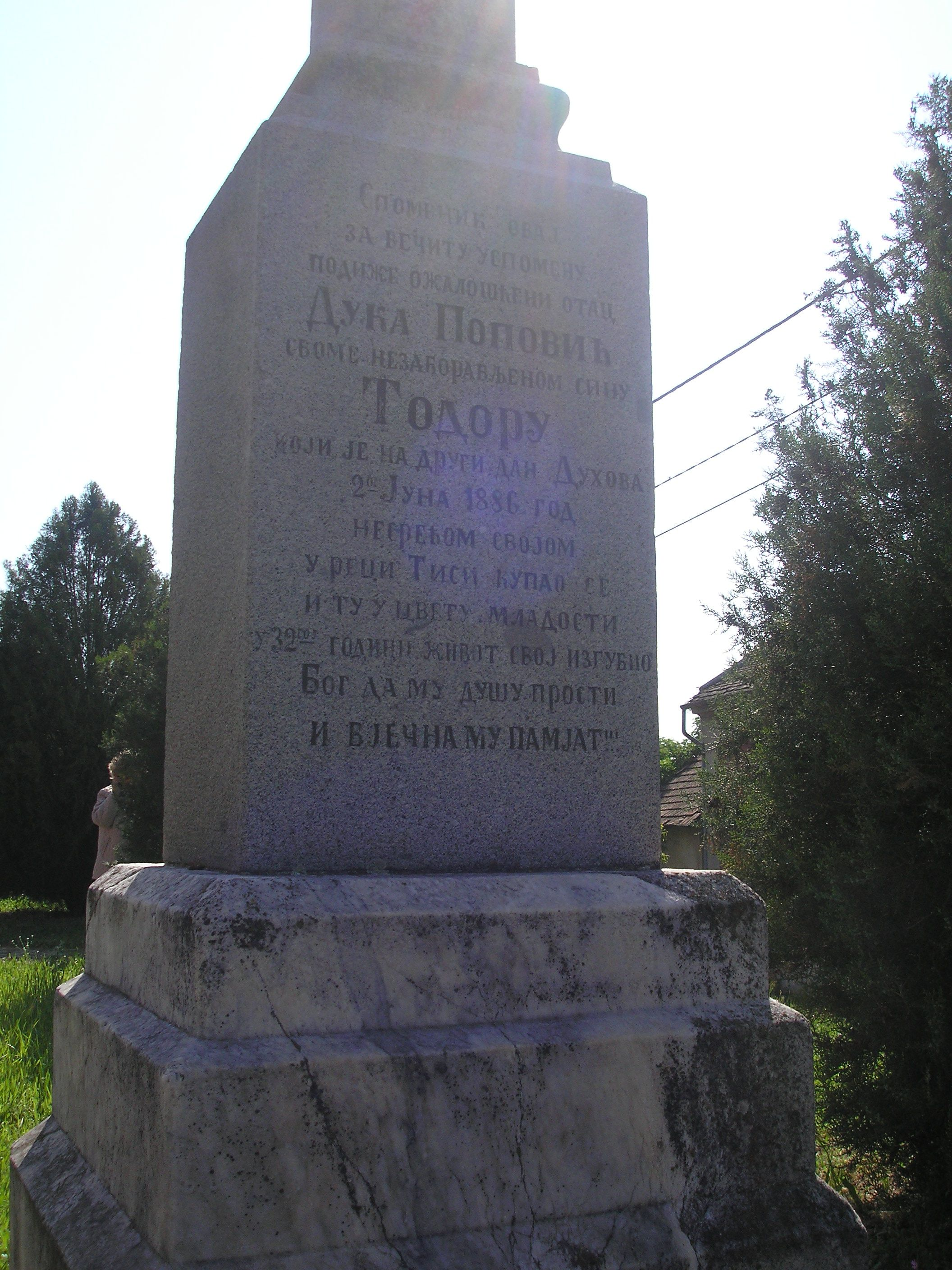
Emlékkereszt

A templom legutóbb 2008-ban volt felújítva, ugyanis állapota 2007-re nagyon leromlott.

## Érdekességek
A templom védőszentjének (a szerb családok egykor valamely jeles ünnepnapon vették fel  kereszténységet, s az lett a család védőszentjének ünnepe), Kisboldogasszonynak, azaz Szűz Mária születésének ünnepe, szeptember 21-re esik.
Ezen alkalmakkor délelőtt ünnepi liturgia van a templomban kalács- és búzaszenteléssel (koljivo). E két dolgot a koma biztosítja a közösség számára. Délután vecsernye van, egy rövidebb istentisztelet.
A templomban havi egy alkalommal tartanak istentiszteletet, általában minden hónap negyedik vasárnapján.
A templom, a szőregi szerbség egyre csökkenő lélekszáma miatt, az utóbbi évszázadban a szegedi, a deszki vagy az újszentiváni szerb ortodox pap irányítása alá tartozott legtöbbször.
A löszháton épült latin kereszt alaprajzú szentély hossza 26, szélessége 9 méter. A párkány magassága 8, a tetőgerinc 13, a torony 29 méter magas.
Az egyhajós templom toronysisakját 1992-ben vörösrézzel borítottak be.

## A Kisboldogasszony templom eddigi papjainak névsora[53]
| Időszak     | Pap                                                      |
| ----------- | -------------------------------------------------------- |
| (1779)-1780 | Lazar Jovanović                                          |
| (1779)-1784 | Danil Petrović                                           |
| 1782-1828   | Vasilije Popović                                         |
| 1785-1831   | Simeon Popović                                           |
| 1828-1830   | Orestije Popović                                         |
| 1830–1867   | Aleksandar Popović                                       |
| 1868-1878   | Petar Davidović                                          |
| 1878–1880   | Aksentije Popović                                        |
| 1881–       | Atanasije Filipović, Újszentiván parókusa                |
| 1881-1892   | Pavle Jovanović                                          |
| 1892–1893   | Sreten Jovanović, Szentpéter parókusa                    |
| 1893-       | Jovan Gavrilović, Deszk parókusa                         |
| 1893–       | Dositej Kurjaković, adminisztrátor                       |
| 1893–1894   | Jug Stanikić, Újszentiván parókusa                       |
| 1894–1901   | Sreten Jovanović                                         |
| 1901–       | Grigorije Stajić, Homokrév segéd-parókusa                |
| 1901-       | Jovan Gavrilović, Deszk parókusa                         |
| 1901-1903   | Isidor Nikolić                                           |
| 1903-1905   | Mitrofan Moljmošanov                                     |
| 1905–1908   | Platon Marković, a Bezdini szerb kolostor szerzetespapja |
| 1908-1910   | Branko Petrović                                          |
| 1910–1920   | Nenad Barački                                            |
| 1920-1921   | Nikola Bajdić, Újszentiván parókusa                      |
| 1921–1923   | Lazar Šević, Szeged parókusa                             |
| 1923–1926   | Stevan Đurđević, Szeged parókusa                         |
| 1926-1930   | Miron Kočabanov                                          |
| 1931-1936   | Svetozar Nedeljkov                                       |
| 1936-1937   | Veljko Gedošev                                           |
| 1938-1984   | Živan Nikolašev                                          |
| 1984-2007   | Branislav Galić, Szeged parókusa                         |
| 2007–2010   | Svetomir Miličić, Deszk parókusa                         |
| 2010-2016   | Pavle Kaplan/Káplán Pál, Szeged parókusa                 |

## Képgaléria

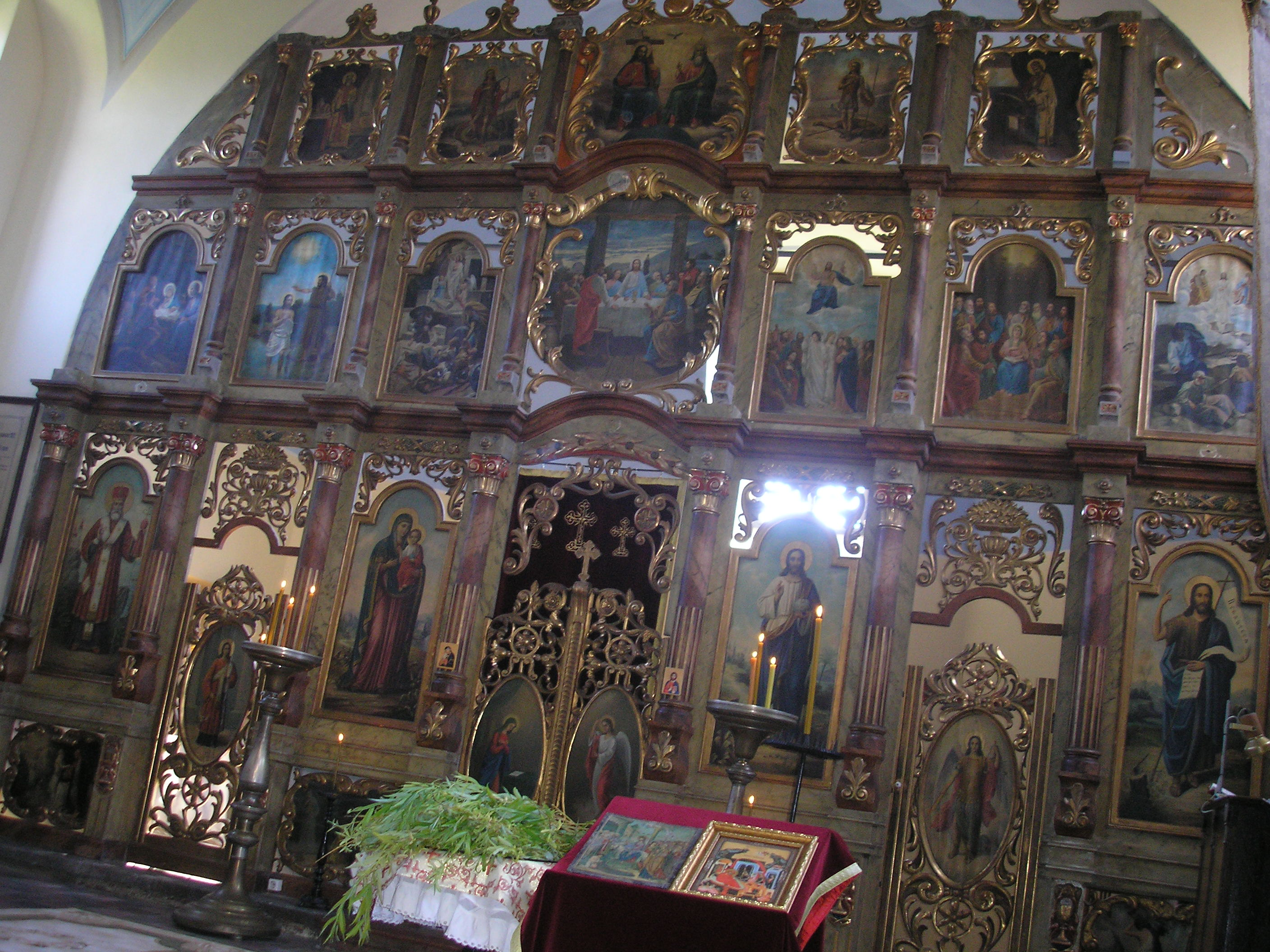
Az ikonosztázion
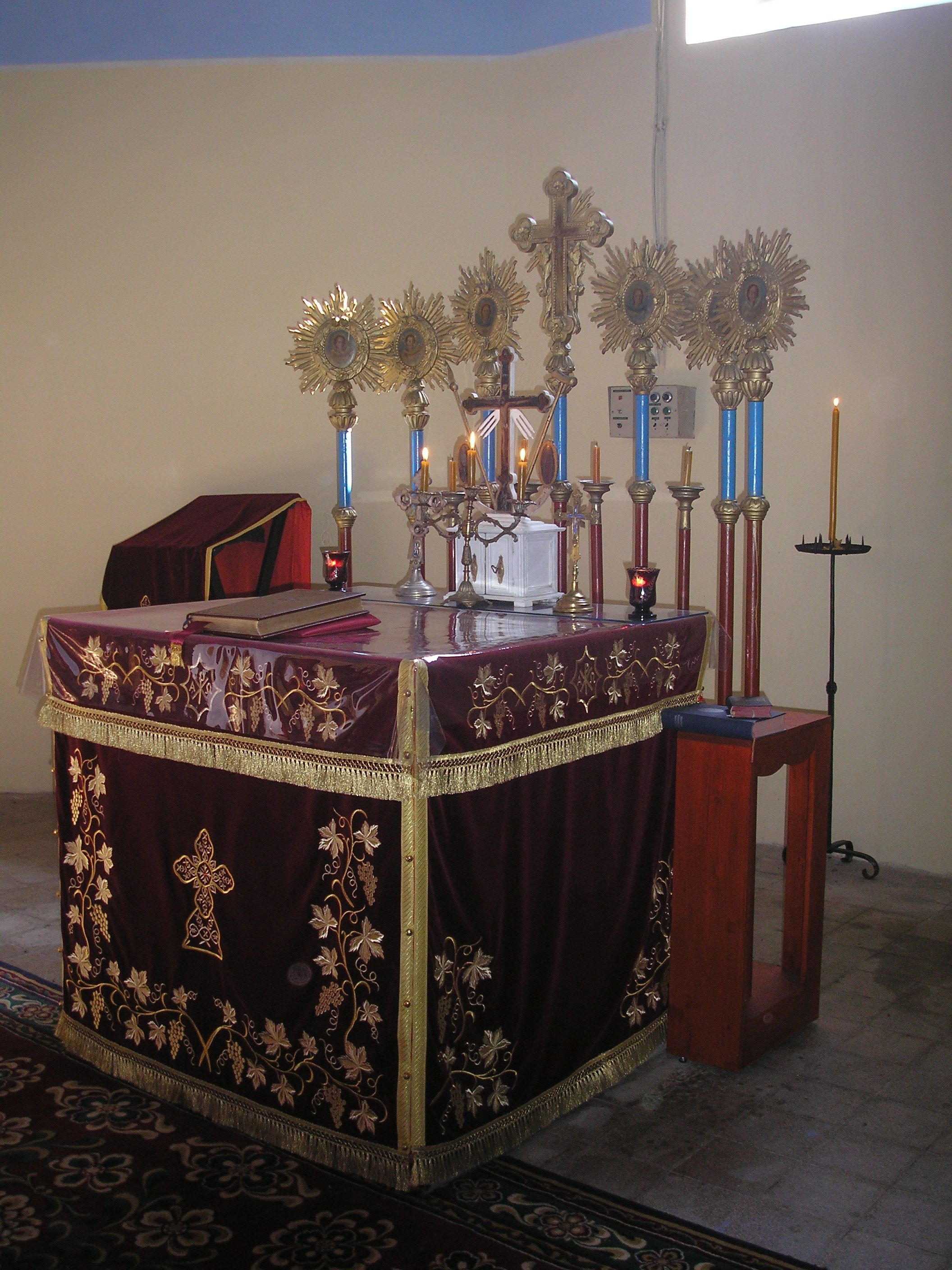
Az oltárasztal
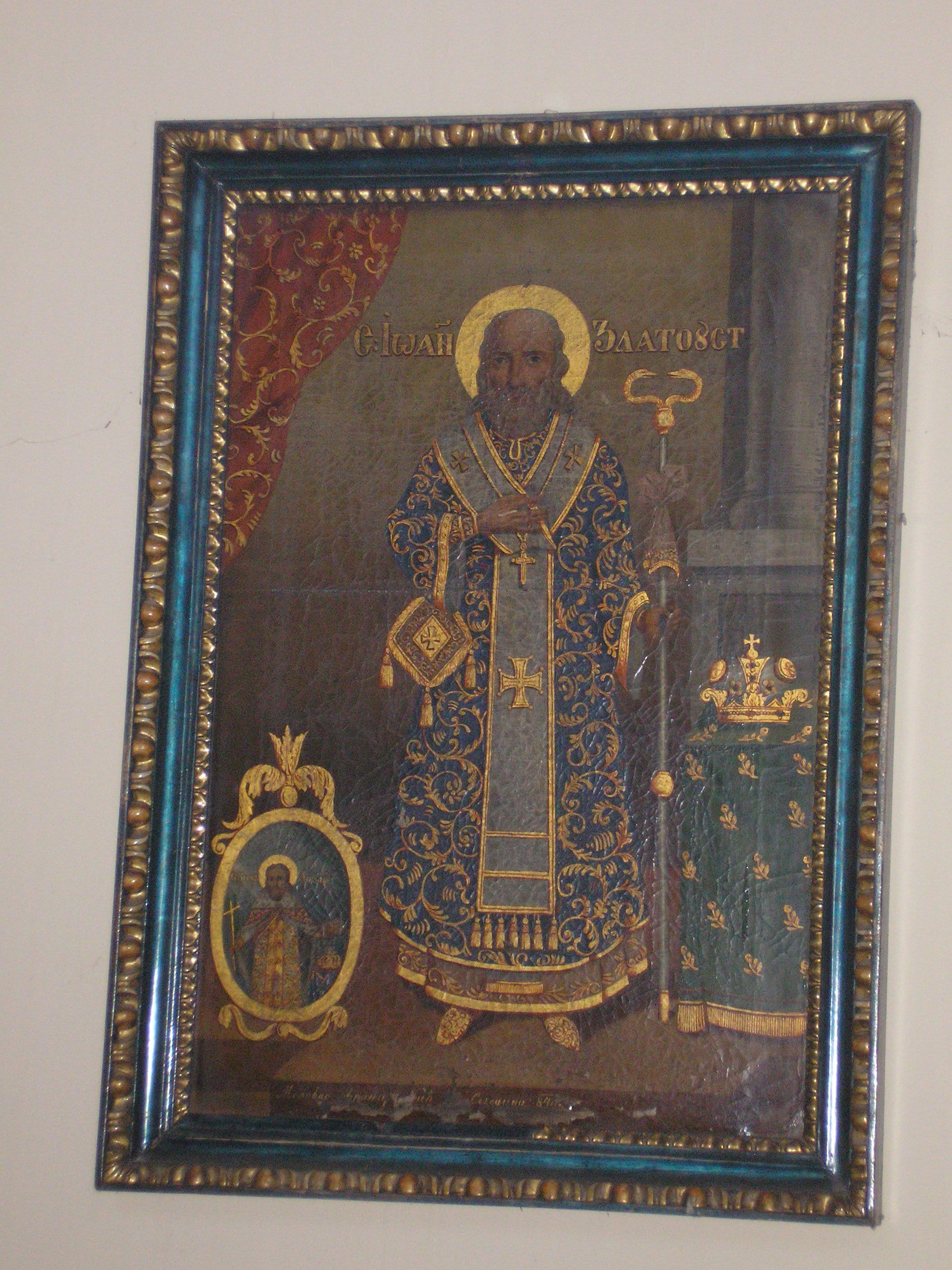
Aranyszájú Szent János ikon
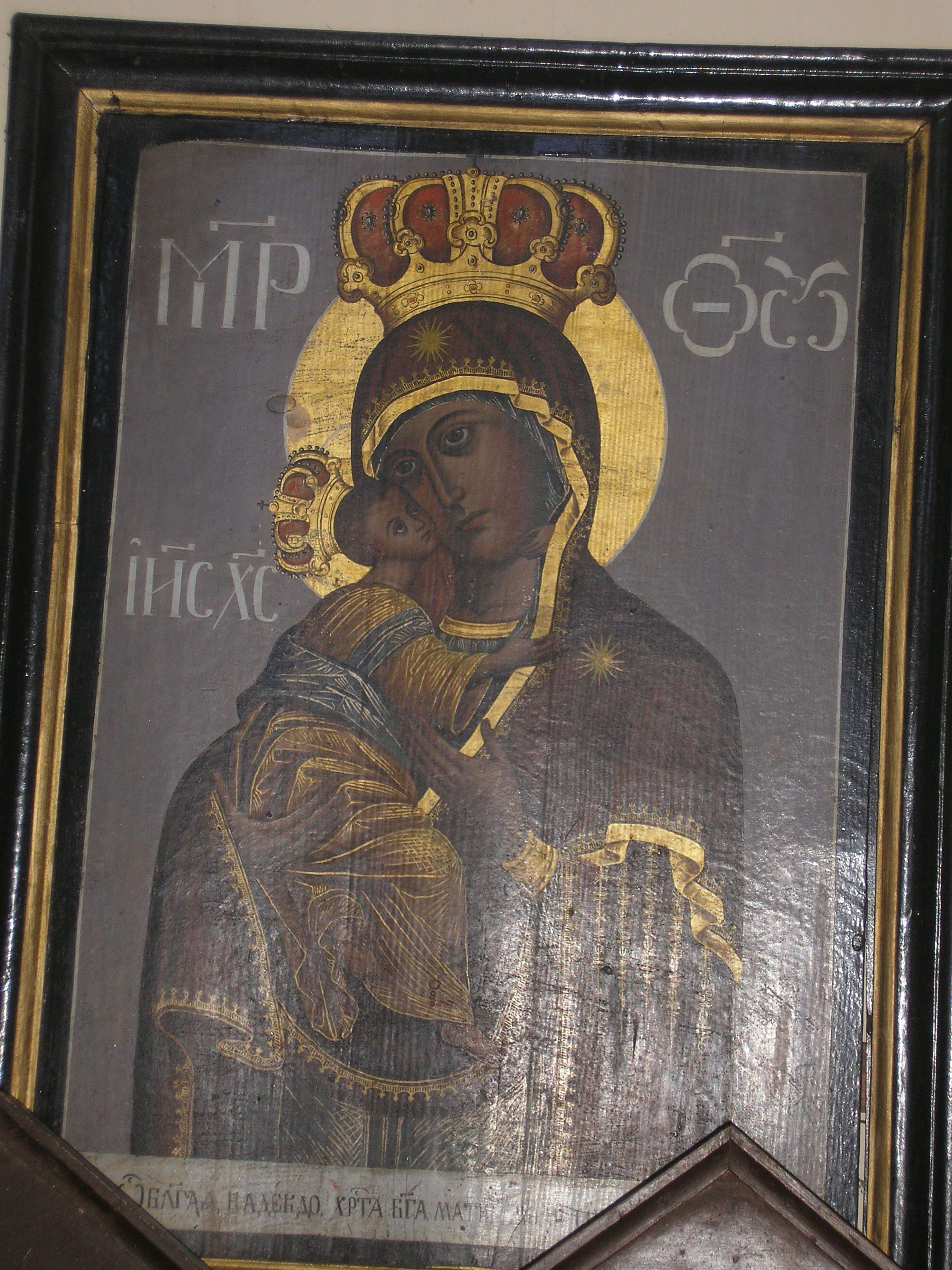
Szűz Mária ikon
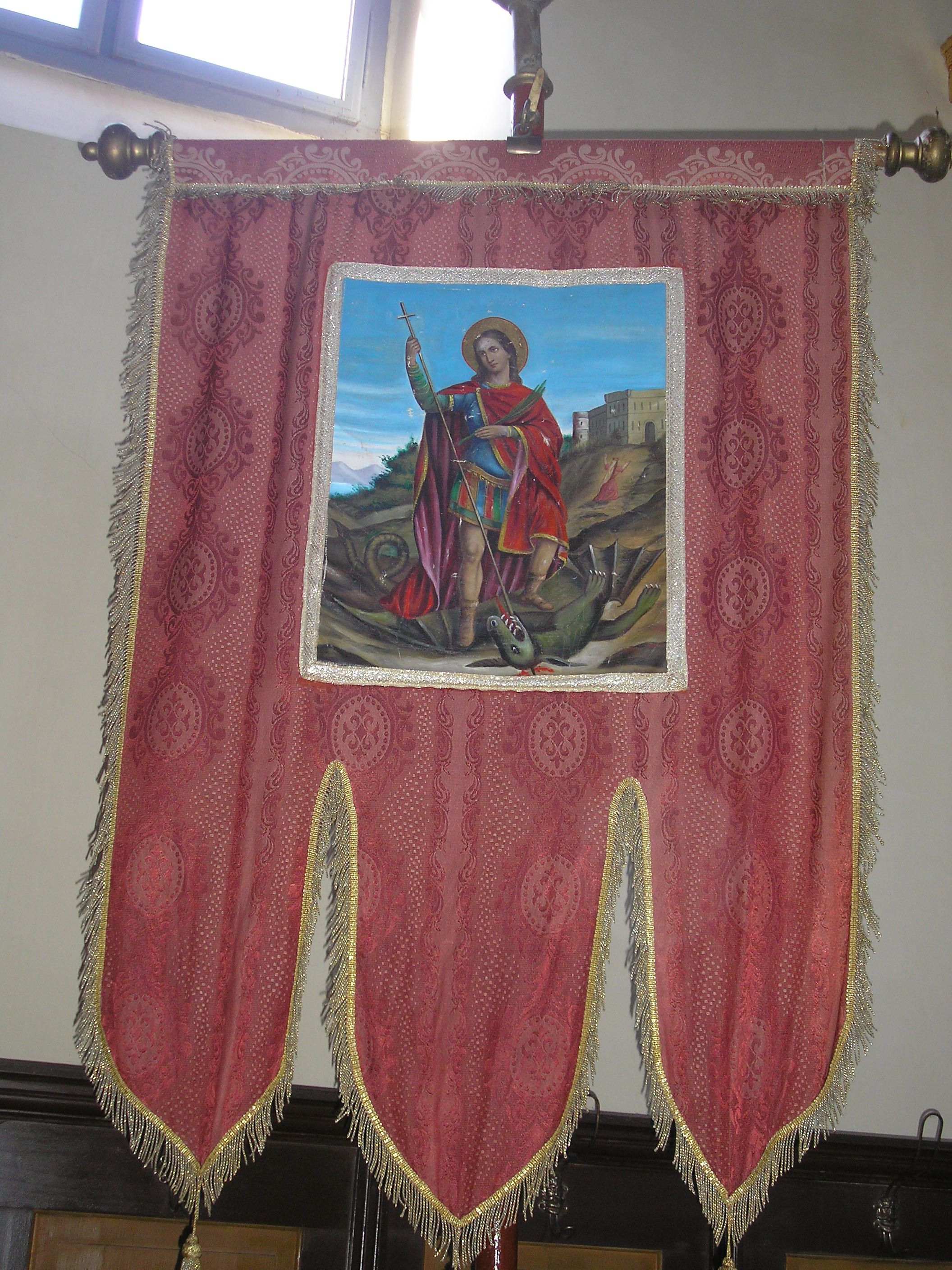
Szent György körmeneti zászló